# Escuela Internacional Alicia R. Chacón
La Escuela Internacional Alicia R. Chacón (en inglés: Alicia R. Chacón International School) es una escuela K-8 pública en El Paso (Texas). Como parte del Distrito Escolar Independiente de Ysleta, la escuela ofrece una programa de enseñanza bilingüe en inglés y español de dos vías; estudiantes los estudiantes anglófonos aprenden español, y los estudiantes hispanohablantes aprenden inglés. Estudiantes también pueden tomar clases en cuatro otros idiomas: alemán, chino, japonés, y ruso. El programa fue desarrollado para animar a los hablantes de un idioma a conservar su idioma y también a aprender un segundo idioma al mismo tiempo. En otros programas bilingües de las escuelas de Texas, los estudiantes que no hablan inglés deben aprender solamente en inglés una vez que alcancen cierta competencia en inglés.  A partir de 2009 la escuela Chacón tiene largas listas de espera de estudiantes. Nate Blakeslee de Texas Monthly afirmó que otros distritos escolares de Texas debe usar el programa bilingüe de la escuela Chacón.

## Historia
La escuela, que se abrió en 1995, fue nombrada en honor a la maestra mexicana-estadounidense  Alicia R. Chacón. Su programa de enseñanza bilingüe de dos vías se abrió en 1995 por kindergarten al 3.o grado como una parte del Proyecto Mariposa un programa inter-distrital financiado por el Departamento de Educación de los Estados Unidos. Cada siguiente año un nuevo grado se abrió. En 2000 la primera clase del 8.o grado se graduó.